# Marigny-l'Église
Pour les articles homonymes, voir Marigny.
Marigny-l'Église est une commune française située dans le département de la Nièvre, en région Bourgogne-Franche-Comté.
Ses habitants sont les Marignois(es).

## Étymologie

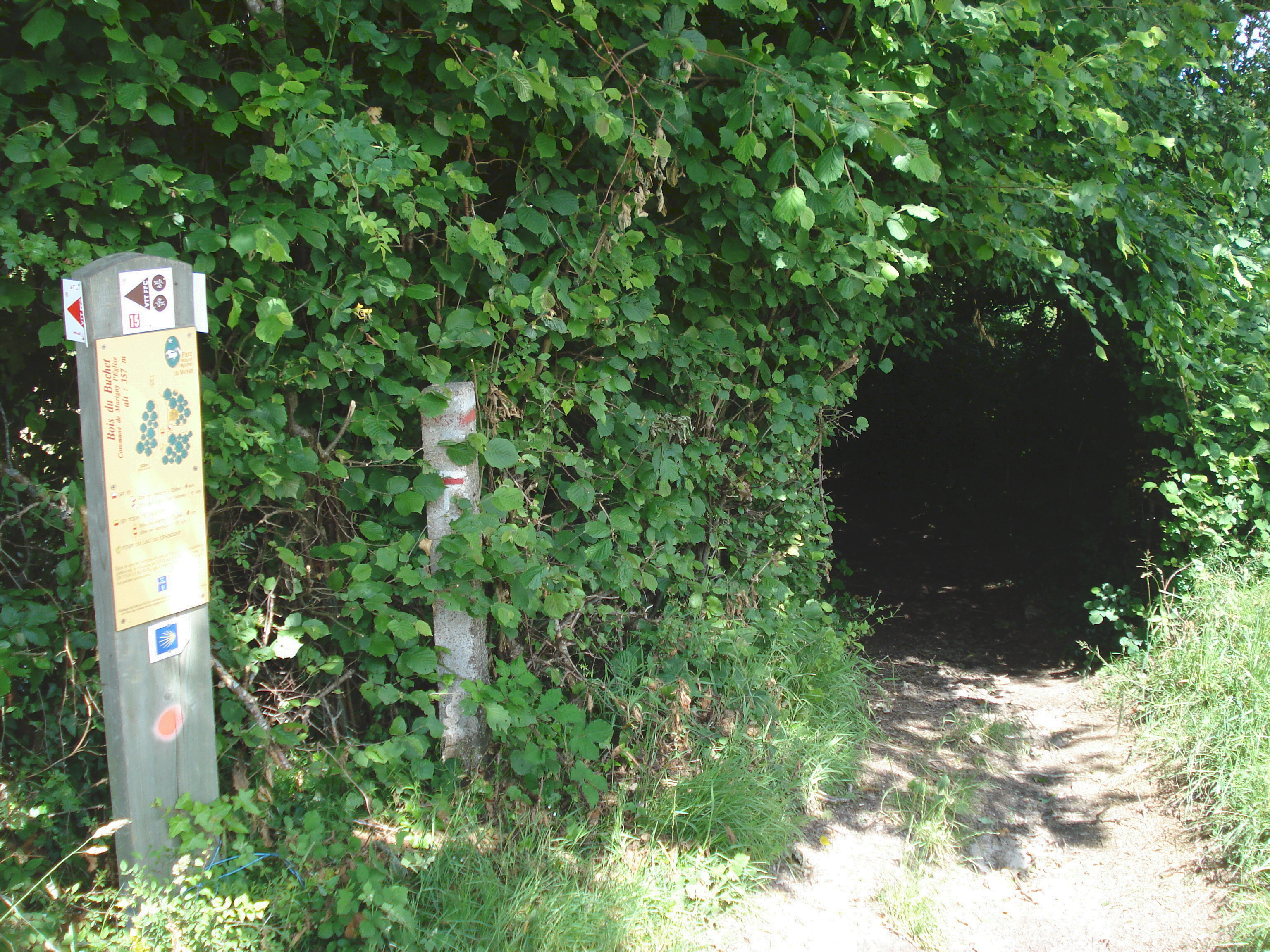
Balisages multiples de chemins de randonnées à Marigny-l'Église.

Le nom de Marigny découle du gentilice gallo-romain Marinius qui vient lui-même du cognomen Marinus qui, combiné avec le suffixe -acus a donné Mariniacus d'où dérive Marigny.
Ce suffixe -acus est la forme latinisée de la terminaison gauloise -acos , désignant un domaine rural. Il permet de conjecturer de façon plausible que le propriétaire initial du domaine était romain ou gaulois.
Dans le cartulaire de l'évêché d'Autun, connu sous le nom de Cartulaire rouge (XIIIe siècle), la ville apparait sous le nom de Marrigni.
La commune s'est appelée sous l'ancien régime Marigny-en-Morvand ou Marigny-l'Église-en-Morvand.

## Géographie
Marigny-l'Église se situe à la limite du « Morvan des bocages » et du « Morvan de la grande forêt », et fait partie de son parc naturel régional et fait aussi partie du canton de Lormes.
La commune s'étend sur 3 885 hectares dont 1517 boisés.
À 450 mètres d'altitude, le lieu est à la limite des premiers contreforts de la « montagne morvandelle ».
Une partie du lac du Crescent se situe sur le territoire communal.
Le village peut être considéré comme un village acropole , car il est situé sur le sommet d'une colline. Mais qui, par les mystères des nappes phréatiques, comporte de l'eau à faible profondeur. Chaque maison est en effet pourvue d'un puits d'eau claire.
Plusieurs chemins de randonnées traversent la commune.

### Les hameaux

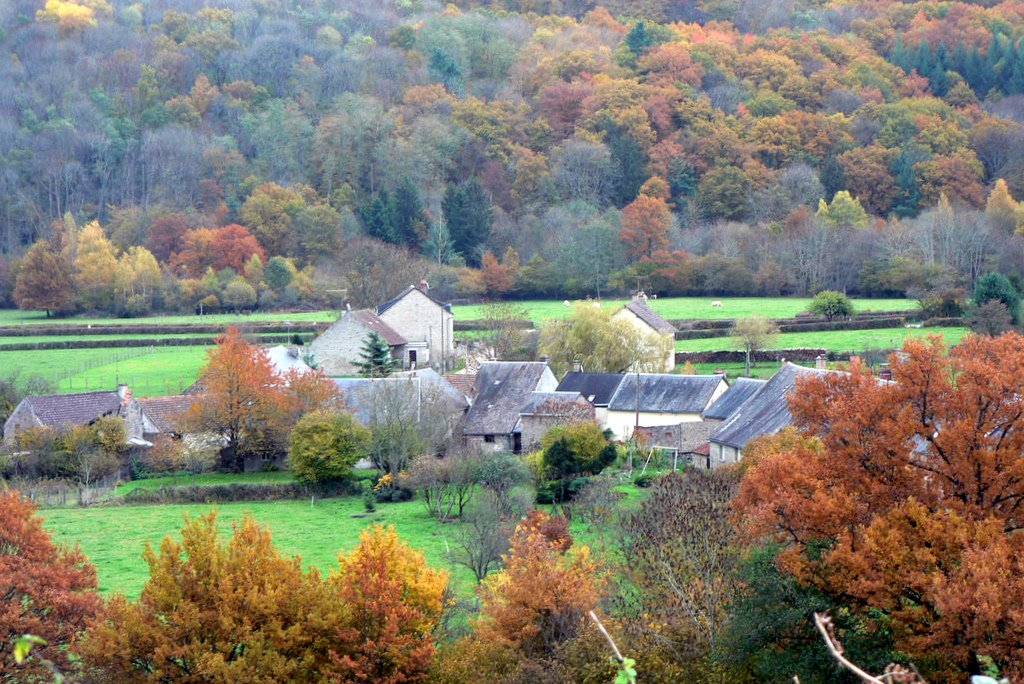
Hameau de Crottefou.

Les quatorze hameaux de Marigny-l'Église sont les suivants :
- Lauret (Les Rois / Lauré)
- l'Huis Barjot (Queuson les Barjots / l'Huis-Bargeot)
- Queuzon (le grand Queuson / Queuson)
- l'Huis Bobin (Queuson Baubin)
- le Mont (le Mont-de-Marigny)
- Marigny-la-Ville
- Courotte (Coirotte)
- la Verdière
- Crottefou (Crot-de-Fou)

En 1301, des droits sur "crotefou" appartiennent à Guy Rateau, fils d'Hugues et       Pétouille du Meix
- Mazinien
- Montgaudier
- la Chaume aux Renards (la Chaume au Renard)
- la Transoie (la Trançoye)
- les Plats

Un auteur a ajouté les deux hameaux suivants, ce qui parait relever d'une erreur :
- la Brosse
- la Chaume de l'Huis Bobin.

### Climat
Pour des articles plus généraux, voir Climat de la Bourgogne-Franche-Comté et Climat de la Nièvre.
En 2010, le climat de la commune est de type climat de montagne, selon une étude du Centre national de la recherche scientifique s'appuyant sur une série de données couvrant la période 1971-2000. En 2020, Météo-France publie une typologie des climats de la France métropolitaine dans laquelle la commune est exposée à un climat océanique altéré et est dans la région climatique Lorraine, plateau de Langres, Morvan, caractérisée par un hiver rude (1,5 °C), des vents modérés et des brouillards fréquents en automne et hiver.
Pour la période 1971-2000, la température annuelle moyenne est de 9,9 °C, avec une amplitude thermique annuelle de 16,1 °C. Le cumul annuel moyen de précipitations est de 1 176 mm, avec 14,1 jours de précipitations en janvier et 9,4 jours en juillet. Pour la période 1991-2020, la température moyenne annuelle observée sur la station météorologique de Météo-France la plus proche, « Saint-Leger Vauban », sur la commune de Saint-Léger-Vauban à 9 km à vol d'oiseau, est de 10,2 °C et le cumul annuel moyen de précipitations est de 1 148,1 mm. 
La température maximale relevée sur cette station est de 40,2 °C, atteinte le 25 juillet 2019 ; la température minimale est de −23,5 °C, atteinte le 9 janvier 1985,,.
Les paramètres climatiques de la commune ont été estimés pour le milieu du siècle (2041-2070) selon différents scénarios d'émission de gaz à effet de serre à partir des nouvelles projections climatiques de référence DRIAS-2020. Ils sont consultables sur un site dédié publié par Météo-France en novembre 2022.

## Urbanisme

### Typologie
Au 1er janvier 2024, Marigny-l'Église est catégorisée commune rurale à habitat très dispersé, selon la nouvelle grille communale de densité à sept niveaux définie par l'Insee en 2022.
Elle est située hors unité urbaine. Par ailleurs la commune fait partie de l'aire d'attraction d'Avallon, dont elle est une commune de la couronne,. Cette aire, qui regroupe 74 communes, est catégorisée dans les aires de moins de 50 000 habitants,.

### Occupation des sols
L'occupation des sols de la commune, telle qu'elle ressort de la base de données européenne d’occupation biophysique des sols Corine Land Cover (CLC), est marquée par l'importance des forêts et milieux semi-naturels (50,7 % en 2018), une proportion identique à celle de 1990 (50,7 %). La répartition détaillée en 2018 est la suivante : forêts (49,2 %), prairies (36,8 %), zones agricoles hétérogènes (10,2 %), eaux continentales (2,3 %), milieux à végétation arbustive et/ou herbacée (1,4 %). L'évolution de l’occupation des sols de la commune et de ses infrastructures peut être observée sur les différentes représentations cartographiques du territoire : la carte de Cassini (XVIIIe siècle), la carte d'état-major (1820-1866) et les cartes ou photos aériennes de l'IGN pour la période actuelle (1950 à aujourd'hui).

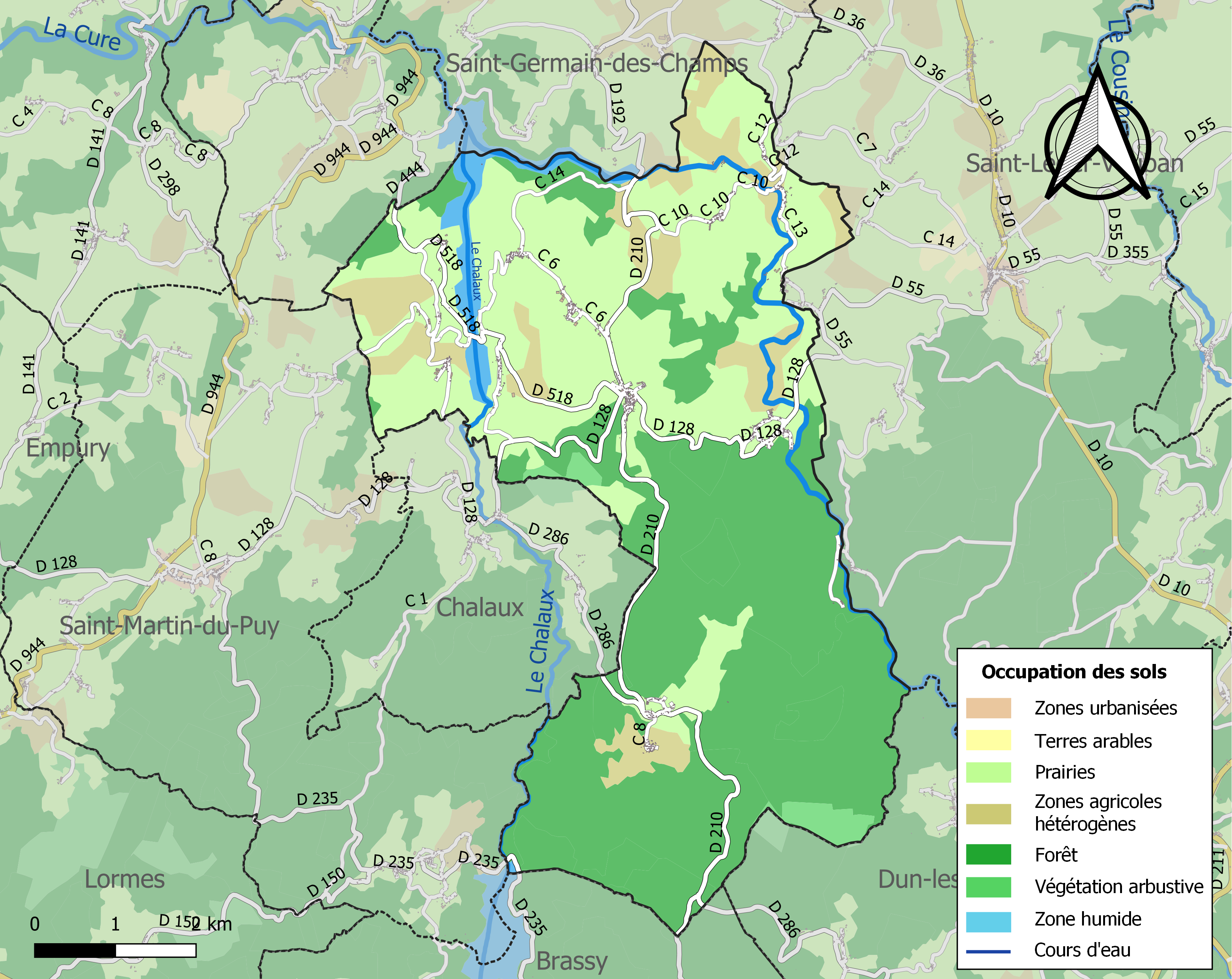
Carte des infrastructures et de l'occupation des sols de la commune en 2018 (CLC).

## Histoire et Origine
Marigny-l'église a probablement été fondée à une époque celtique. Des pierres celtiques (Roches des fées) ont été trouvés aux Plats, à un lieu appelé "le tombeau du roi viking". Un dolmen, brisé en 1840, se trouvait près de la Chaume aux Renards.
À Marigny La Ville, on a pu identifier les restes d'une villa romaine. Il y aurait à Marigny au moins treize villas romaines.

### Moyen Âge
En 885, une troupe de pillards normands, réfugiée dans les forêts du Haut Morvand, aurait été défaite par une armée menée par Ribaud, l'évêque d'Auxerre. La bataille, commencée à Quarré les tombes, aurait fait 6.000 morts et se serait achevée sur les hauteurs des Plats, à Marigny l'Église, où l'on a retrouvé des haches.
En 1102, Guillaume III, comte de Nevers, donne à l'église d'Autun les biens qu'il possède dans la seigneurie de Marigny l'Église.
Au XIIIe siècle, le bourg de Marigny se divisait en deux fiefs.
- Le premier appartenait à Guy Besons, baron de Villarnoult, qui le vendit à la maison de Chastellux en 1277.
- Le second appartenait à Guillaume de Marigny, écuyer, qui fit aveu pour sa maison et ses dépendances en 1223. En 1331, Louis, fils aîné du prince Robert de Flandre, comte de Nevers, donna a son ami et féal le chevalier messire Jean de Chasteluz ses droits de châtellenie sur Marigny-l'Église et les deux foires annuelles qui s'y déroulent. C'est pour cela que Jean de Marigny dénombra sa propriété à Jean de Bourbon, sire de Montperroux et de Chastellux en 1352. Le 20 décembre 1379, Guillaume de Marigny et sa femme Jean de Maray vendirent leurs biens à Laure de Bourdeau, dame de Chastellux.

Le fief de Marigny la Ville fut vendu par Jean, sire de Charny et Jeanne de Villurbain à Guy de Chastellux en 1309.
C'est ainsi que la maison de Chastellux obtint la totalité de la seigneurie de Marigny l'Église, conservée jusqu'à la Révolution.

### Epoque Moderne
Monsieur François Étienne Morizot, avocat en Parlement demeurant à Avallon, est reçu bailli et juge de Marigny le 8 juin 1746.

### Révolution
Claude Hollier, marchand de bois, sera entendu en 1791 dans le cadre de l'instruction relative à des attaques contre l'Assemblée nationale.
Au cours de la période révolutionnaire de la Convention nationale (1792-1795), la commune porta provisoirement le nom de Marigny-la-Montagne et Marigny-le-Libre.
Ont été enregistrés comme émigrés :
- François Louis Antoine de Bourbon-Busset (1791-an II)[26]
- Henri Georges César, comte de Chastellux (1786-1828)[27]
- François-Joseph Le Lièvre de La Grange (1792-1807)[28]
- Jacques Morot de Grésigny (an II)[29]

Jean Baptiste Bagnard, prêtre réfractaire, est déporté en septembre 1792, mis au galères et meurt en 1794 (an II-an VII).
Au sortir de la Révolution, deux marchands de bois considérablement enrichis vont construire leur "château" à Marigny l'Église. Philippe François Marquet, fils de Lazare (chirurgien), érigea en 1798 sa maison à Marigny la Ville. Léonard Houdaille, qui avait accumulé une "fortune colossale" pendant la Révolution, fut le premier maire de la commune en 1799 et fit construire sa maison dans le bourg en 1800.

### Époque contemporaine
En 1893, un ancien domestique de monsieur Clemenceau fut mis au secret à Marigny l'Église afin de ne pas dévoiler des noms compromis par le scandale de Panama.
En 1901, l'école publique de filles a été laïcisée.
La commune a déploré soixante victimes pendant la Première Guerre mondiale.

## Politique et administration
Sous l'Ancien régime, Marigny l'Église relève de la généralité et du Parlement de Paris et Dijon, du bailliage de Saint Pierre le Moûtier et Avallon, diocèse d'Autun.
Après la Révolution, la commune relève du canton de Brassy (1790) puis Lormes (1801) et Corbigny.

### Mairie
| Période                                  | Période          | Identité              | Étiquette    | Qualité                                                   |
| ---------------------------------------- | ---------------- | --------------------- | ------------ | --------------------------------------------------------- |
| 1799                                     | Février 1828     | Leonard Houdaille     | -            | -                                                         |
| Février 1828                             | 26 juin 1841     | Charles Houdaille     | -            | -                                                         |
| 26 juin 1841                             | Septembre 1843   | Léonard Voillot       | -            | -                                                         |
| Septembre 1843                           | 24 juillet 1851  | Claude Lacour         | -            | -                                                         |
| 24 juillet 1851                          | 1874             | Abel Houdaille        | -            | -                                                         |
| 1874                                     | 1884             | Lazard Jacquiau       | Bonapartiste | https://gallica.bnf.fr/ark:/12148/bpt6k96840155/f438.item |
| 1884                                     | 17 août 1902     | Louis-Abel Houdaille  | -            | -                                                         |
| 17 août 1902                             | 24 mai 1912      | Léger Boillot         | Républicain  | -                                                         |
| 24 mai 1912                              | 30 juin 1925     | Charles Soupault      | -            | -                                                         |
| 30 juin 1925                             | 3 octobre 1929   | Joseph Bachelin       | -            | -                                                         |
| 3 octobre 1929                           | 20 décembre 1951 | Felix Leuthereau      | -            | -                                                         |
| 20 décembre 1951                         | 12 août 1953     | Edmond Roy            | -            | -                                                         |
| 12 août 1953                             | 7 septembre 1975 | Léon Marty            | -            | -                                                         |
| 7 septembre 1975                         | 24 juin 1995     | Georges Petit         | -            | -                                                         |
| 24 juin 1995                             | 25 mars 2014     | Jean-Claude Jacquinot | -            | -                                                         |
| 25 mars 2014                             | En cours         | Philippe Dauvergne    | -            | -                                                         |
| Les données manquantes sont à compléter. |                  |                       |              |                                                           |

### Office Ministériel
Il y a à Marigny l'Église aux XVIIIe siècle un office de notaire royal tenu ainsi
|                   | Demeurant        | Début          | Fin    |
| ----------------- | ---------------- | -------------- | ------ |
| Pierre Robin      | Crottefou        | < 1711         | > 1754 |
| Pierre Bourdillat | Marigny l'Église | 10 juin 1756   |        |
| Pierre Robin      |                  |                |        |
| Thomas Bussy      | Corbigny         | 6 mars 1776    |        |
| Pascal Bourbillot |                  | 3 juillet 1776 |        |

### Presbytère
Les curés de Marigny sont :
|                                  | Début  | Fin  |
| -------------------------------- | ------ | ---- |
| François Simon                   | < 1643 |      |
| Pierre Phénixan                  | < 1682 |      |
| Jean Boussard                    | 1688   |      |
| André Bernard                    | < 1719 |      |
| Jean Baptiste Bagnard (Gagniard) | < 1789 | 1792 |
| Gaulon                           | > 1905 |      |

## Démographie
L'évolution du nombre d'habitants est connue à travers les recensements de la population effectués dans la commune depuis 1793. Pour les communes de moins de 10 000 habitants, une enquête de recensement portant sur toute la population est réalisée tous les cinq ans, les populations de référence des années intermédiaires étant quant à elles estimées par interpolation ou extrapolation. Pour la commune, le premier recensement exhaustif entrant dans le cadre du nouveau dispositif a été réalisé en 2004.

En 2022, la commune comptait 276 habitants, en évolution de −7,69 % par rapport à 2016 (Nièvre : −3,28 %, France hors Mayotte : +2,11 %).
| 1793  | 1800  | 1806  | 1821  | 1831  | 1836  | 1841  | 1846  | 1851  |
| ----- | ----- | ----- | ----- | ----- | ----- | ----- | ----- | ----- |
| 1 500 | 1 235 | 1 423 | 1 562 | 1 640 | 1 815 | 1 804 | 1 810 | 1 810 |

| 1856  | 1861  | 1866  | 1872  | 1876  | 1881  | 1886  | 1891  | 1896  |
| ----- | ----- | ----- | ----- | ----- | ----- | ----- | ----- | ----- |
| 1 473 | 1 657 | 1 600 | 1 534 | 1 576 | 1 709 | 1 457 | 1 393 | 1 350 |

| 1901  | 1906  | 1911  | 1921 | 1926 | 1931 | 1936 | 1946 | 1954 |
| ----- | ----- | ----- | ---- | ---- | ---- | ---- | ---- | ---- |
| 1 362 | 1 304 | 1 204 | 921  | 899  | 845  | 796  | 726  | 583  |

| 1962 | 1968 | 1975 | 1982 | 1990 | 1999 | 2004 | 2006 | 2009 |
| ---- | ---- | ---- | ---- | ---- | ---- | ---- | ---- | ---- |
| 491  | 456  | 408  | 377  | 347  | 301  | 342  | 353  | 331  |

| 2014 | 2019 | 2022 | - | - | - | - | - | - |
| ---- | ---- | ---- | - | - | - | - | - | - |
| 302  | 282  | 276  | - | - | - | - | - | - |

## Économie
Une tuilerie est créée à Marigny en 1821 entre Simon Marquet et Léonard Voillot, couleur de bois sur la Cure.
En 1840, on dénombre un notaire (Lentereau), deux marchands de bois (Houdaille et Voillot), et un tuilier (Marquet).
De nos jours, la commune compte un bar-restaurant, une épicerie et un relais-Poste à l'Auberge du Crescent. De plus il existe de nombreux gites et maisons d'hôtes dans la commune notamment le gîte communal.

## Lieux et monuments

### L'église
L'église paroissiale au cœur de village a été construite au XIIe siècle en forme de croix. Elle est dédiée à saint Pierre aux liens.
Le chœur a été reconstruit au XVIe siècle. Elle a été remaniée et agrandie au XVIe siècle (croix hexagonale extérieure de 1501, agrandissement de la nef, chapelle Saint-Blaise au nord en 1505 - fondée par la famille Boussard de Queuzon- ), au XVIIe siècle (chapelle sud en 1643 par le curé François Simon, ceinture murale du cimetière en 1667).
La "seconde cloche" fut bénie le 13 septembre 1719 par Jean Boussard, ancien curé. Elle a eu pour parrain Antoine de Chastellux et pour marraine sa mère Judith de Barillon. Elle a été nommée "Antoine". La cloche principale fut bénite le 31 décembre 1725 par le curé André Bernard, sous le parrainage de Guillaume Antoine, comte de Chastellux et Marie Anne de Gouffier, dame de Vésignieux. Elle porte l'inscription suivante : "Seigneur, répandez votre bénédiction sur tous ceux qui entendront mon son. J'ai été nommé Pierre Antoine Marie" du nom du dédicataire de l'église et de ses parrain et marraine. Les deux autres cloches, de moindre taille, furent bénites le 30 décembre 1748 sous les parrainages de César François, comte de Chastellux, seigneur de Marigny, son épouse Olympe Elisabeth Jubert de Thil, son frère Philippe Louis et leur mère Claire Thérèse d'Aguesseau.
Le 24 juin 1739, le tonnerre, tombé sur le clocher, perça la voute et fit trois morts (Pierrette Sagette, femme d'Houdard, Jacques Houdaille et Michel Bargeot).
L'église fut dépavée et les statues mutilées pendant la Révolution française.
Des travaux furent encore entrepris en 1828 (agrandissement de la nef), 1857 (grand autel - consacré le 22 mai 1865 - renfermant les reliques des saints Célestin et Adrien) et 1860 (autre chapelle).
Sur demande du chanoine d'Autun, Philippe Voillot, le cardinal Jean-Baptiste-François Pitra a envoyé de Rome une relique de saint Pierre le 1er aout 1865.
L'horloge publique est un don d'Abel Houdaille, maire de la commune.

### Le couvent
Philippe Voillot, chanoine d'Autun, fonda un couvent à Marigny en 1863, dans la maison dont il avait hérité en 1857 de son frère, marchand de bois et ancien maire de la commune. Il en fit don aux sœurs de Nevers pour l'enseignement (deux salles de classe) et le soin des malades.

### Le château
Château dans le bourg construit en 1800 par Léonard Houdaille. Il s'agit d'une demeure sur deux niveaux et combles aménagés couverte d'un toit à longs pans brisés (type Mansart) et percés de trois baies à chaque étage. La propriété comprend parc, dépendances, glacière et de nombreux arbres centenaires. Elle était initialement alimentée en eau par un captage en pierre dans le bois de la revenue.
Occupé par la kommandantur en 1940. Après la libération, Madame Degesnet, descendante de M. Houdaille, le vendit à monsieur Roux, qui hébergea quelque temps Maurice Thorez et ses parents, venu se faire discret en ces lieux. La maison fut rachetée par les époux Farges qui transformèrent en 1955 la façade en ajoutant des colonnes de marbre autour du perron et des encadrements sculptés autour des baies.

### La maison de maître
Maison de maître érigée en 1798 par Philippe Marquet à Marigny la Ville sur un terrain acquis 8000 livres d'Henri Georges César de Chastellux en 1786. La maison aurait été bâtie avec les pierres du château de Roche-Berthoud (sis au confluent de la Cure et du Chalaux et aurait brulé en 1100). Il s'agit d'une demeure sur deux niveaux et combles aménagés couverte d'un toit à longs pans brisés (type Mansart) et percés de six baies à chaque étage. Une grange comportant des écuries fut construite au XIXe siècle par François Gautherin, fils d’Émile, notaire à L'Isle-sur-Serin et Marie-Anne Marquet .
La maison a été occupée par les Allemands pendant la Seconde Guerre mondiale.

### Le relais de diligence (traces)
Sur la place de l’église se trouvent les vestiges d'une ancienne auberge ou relais de diligence du XVIIIe siècle formant un ensemble permettant d’héberger voyageurs, attelages et chevaux. Ce relais aurait été construit par des marchands de chevaux. Une remise d'attelages encadrée par deux écuries complétaient l'auberge qui avait un grand et large escalier en pierre. Les traces d'une enseigne en façade "ici on loge à pied et à cheval" se voyait encore au XXe. Aujourd'hui, à l'emplacement, on observe un bâtiment divisé en trois logements : la façade dévoile porche et porte et le logement privé de droite comprend une arcade au rez-de-chaussée.

### Croix ancienne
Il existe, sur la route de Marigny-l'Église à Marigny-la-Ville une croix ancienne, tout à fait remarquable. Sculptée d'un Christ en croix d'un côté et d'une Vierge à l'Enfant de l'autre, elle mesure 4 mètres 80 de haut. Seul un soubassement en forme d'autel la distingue du calvaire bi-face de Bazoches. Elle constituerait ainsi l'unique exemplaire connue de ce type.

### Le barrage
Prévu par convention du 31 mars 1928 et construit de 1929 à 1932 par l'entreprise Ballot-Holzmann, le barrage est haut de 37 m et long de 330 m. Il forme une retenue de neuf millions de m3 d'eau au confluent de la Cure et du Chalaux. Tout comme ses voisins, les lacs de Pannecière et de Chaumeçon, il permet de réguler les eaux de l'Yonne et de la Seine pour éviter les crues dans la capitale.

## Personnalités liées à la commune
- Marie-Anne Ralle, née Bussy (6 mars 1779 - 2 juillet 1859 ), Institutrice à laquelle est consacré un livre[45].
- Dr Charles Petit (1797-1856) médecin inspecteur des eaux minérales de Vichy , chevalier de la Légion d'honneur, né à Marigny le 6 septembre 1797 (20 fructidor an V)